# 名和昆虫博物館

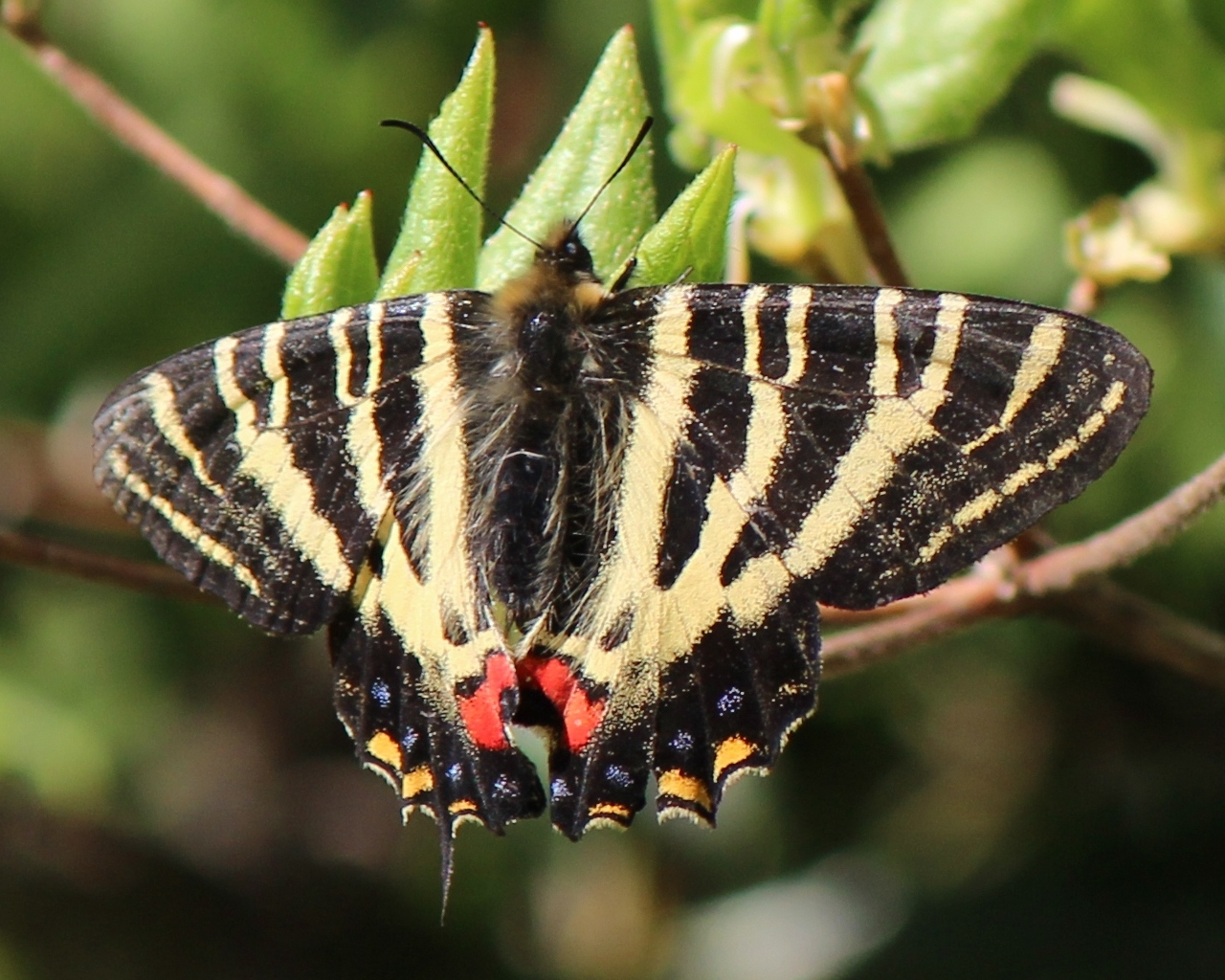
名和靖が命名したギフチョウ

名和昆虫博物館（なわこんちゅうはくぶつかん、Nawa Insect Museum）は、岐阜県岐阜市の岐阜公園内にある、一般財団法人名和昆虫研究所が運営する日本最古の昆虫専門の博物館（昆虫館）である。世界各国の昆虫約12,000種類、30万点以上の標本を収蔵する。標本以外にも様々な昆虫の飼育、研究を行っている。毎年3月頃、東海地方の新聞、テレビ等の岐阜県の記事で、この名和昆虫博物館で飼育されているギフチョウの羽化が話題となる。

## 概要
ギフチョウの再発見者（命名者）である昆虫学者名和靖が、害虫駆除、益虫保護の研究のために、1896年（明治29年）4月に開設した名和昆虫研究所が前身である。研究所は当初岐阜市白木町にあったが、1904年（明治37年）に現在地に移転。
名和昆虫博物館は1919年（大正8年）10月26日開館。建物は開館当時のもので、洋風2階建（設計は武田五一）。中の柱は唐招提寺のシロアリ被害を受けた柱であり、解体修理時に名和昆虫博物館が引き取り、シロアリの被害を残す目的で使用されている。明治洋風建築の貴重な建築物で、1996年（平成8年）に登録有形文化財（岐阜県第1号）に登録されている。
隣接して名和記念昆虫館がある。1907年（明治40年）に建てられた洋風建築物で、建築当初は特別昆虫標本室として展示がなされていた。標本の保存の為に高床式になっている（設計：武田五一）。岐阜市指定文化財。
名和昆虫博物館の西側に1919年（大正8年）名和靖の還暦を祝って建てられた昆虫供養の昆蟲碑がある（設計：武田五一）。代々館長は、名和靖の子孫が務めている。
1946年（昭和21年）10月24日には、昭和天皇の行幸があった（昭和天皇の戦後巡幸の途上）。
2012年（平成24年）7月に、沖縄県八重山郡竹富町の小浜島のリゾートホテル「はいむるぶし」の敷地内に「名和昆虫博物館はいむるぶし分室」がオープンした。
岐阜県まちかど美術館・博物館に登録されている。

## 館内展示
名和昆虫博物館では、次のような内容を展示している。
1階展示室
- ギフチョウ物語
- 世界のカブト・クワガタ
- チョウたちと出会えるところ
- 世界の珍虫・奇虫
- 身近な昆虫

2階展示室
- 世界の美チョウ
- クイズで学ぼう！遊ぼう！　不思議な昆虫の世界

## 利用案内
名和昆虫博物館の開館時間・休館日・入館料等は、下記のとおり。
- 住所：〒500-8003　岐阜県岐阜市大宮町2-18
- 開館時間：10:00 - 17:00
- 休館日：火・水・木曜日（祝日の場合は開館、夏休み・春休み期間は無休。）
- 入館料：一般（高校生以上）650円、子ども（4歳以上 - 中学生以下）450円
- アクセス：岐阜駅及び名鉄岐阜駅より岐阜バスで岐阜公園、長良方面のバス（高富行き等）で「岐阜公園・歴史博物館前」バス停下車、徒歩で約5分。尚、岐阜駅及び名鉄岐阜駅に戻る場合、「大仏南・妙照寺前」バス停を利用する。
- 駐車場：179台／岐阜公園駐車場利用可（1回310円）[12]。

## ギャラリー

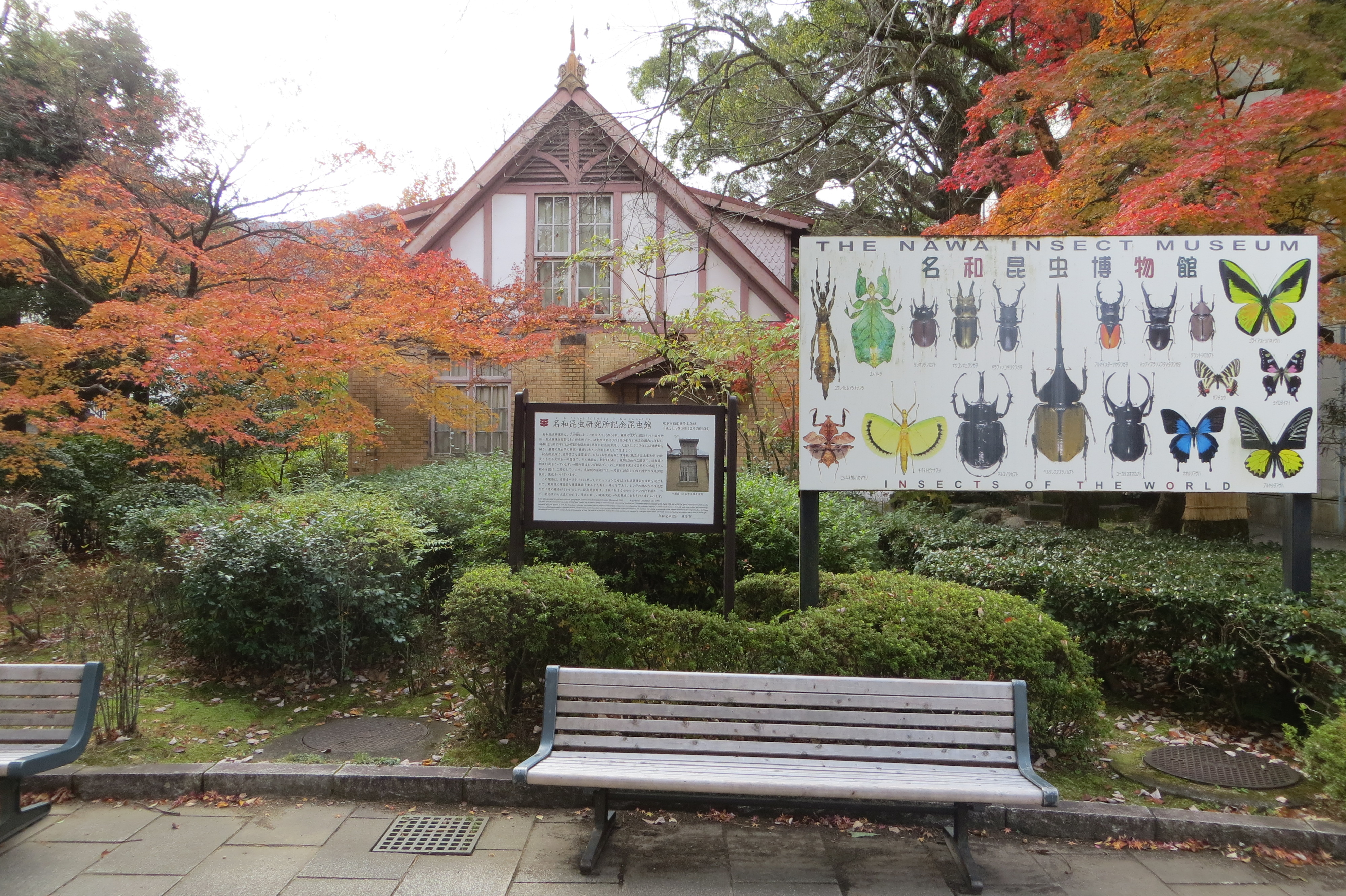
女神の噴水前の看板
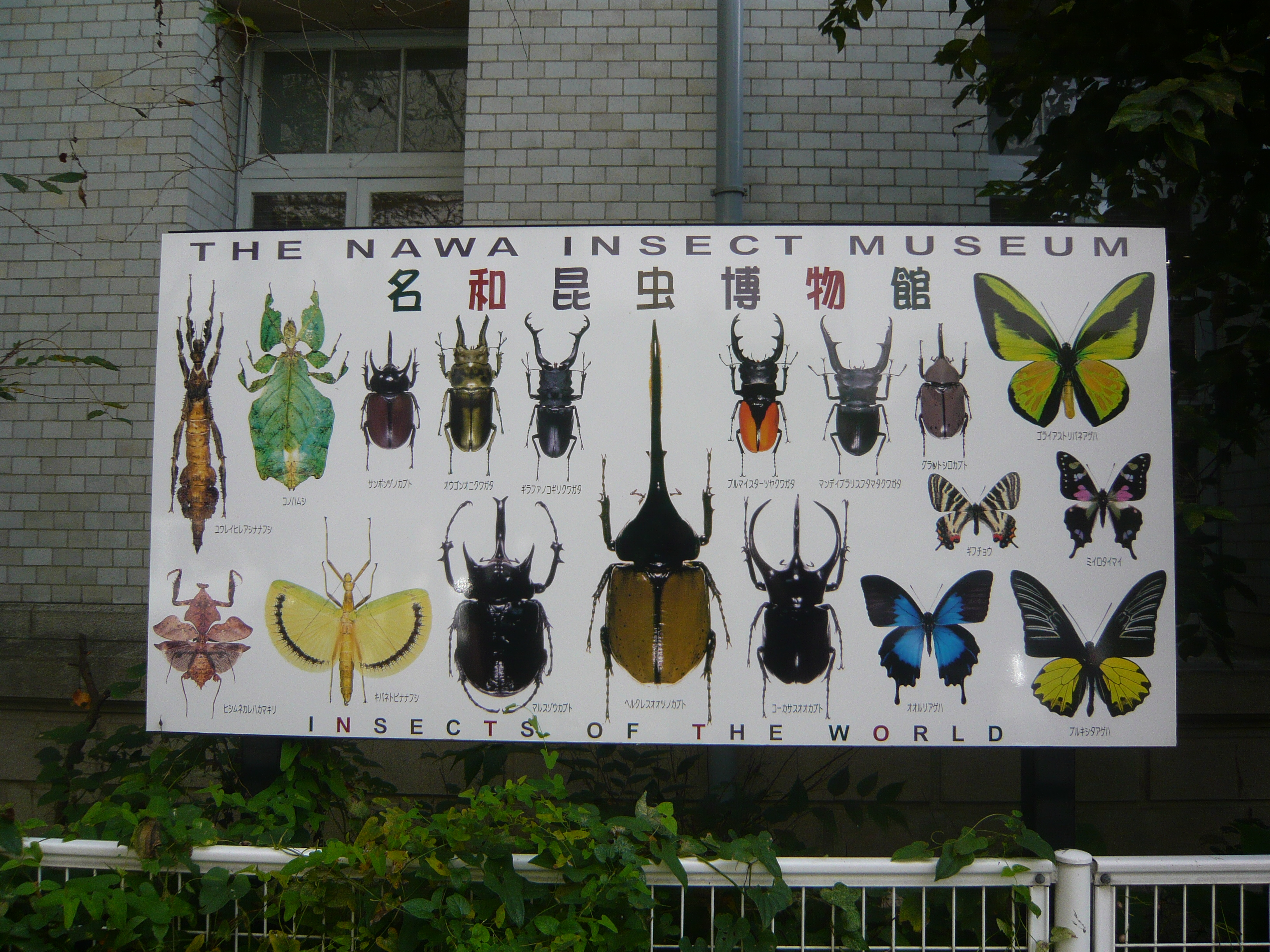
入口横の看板
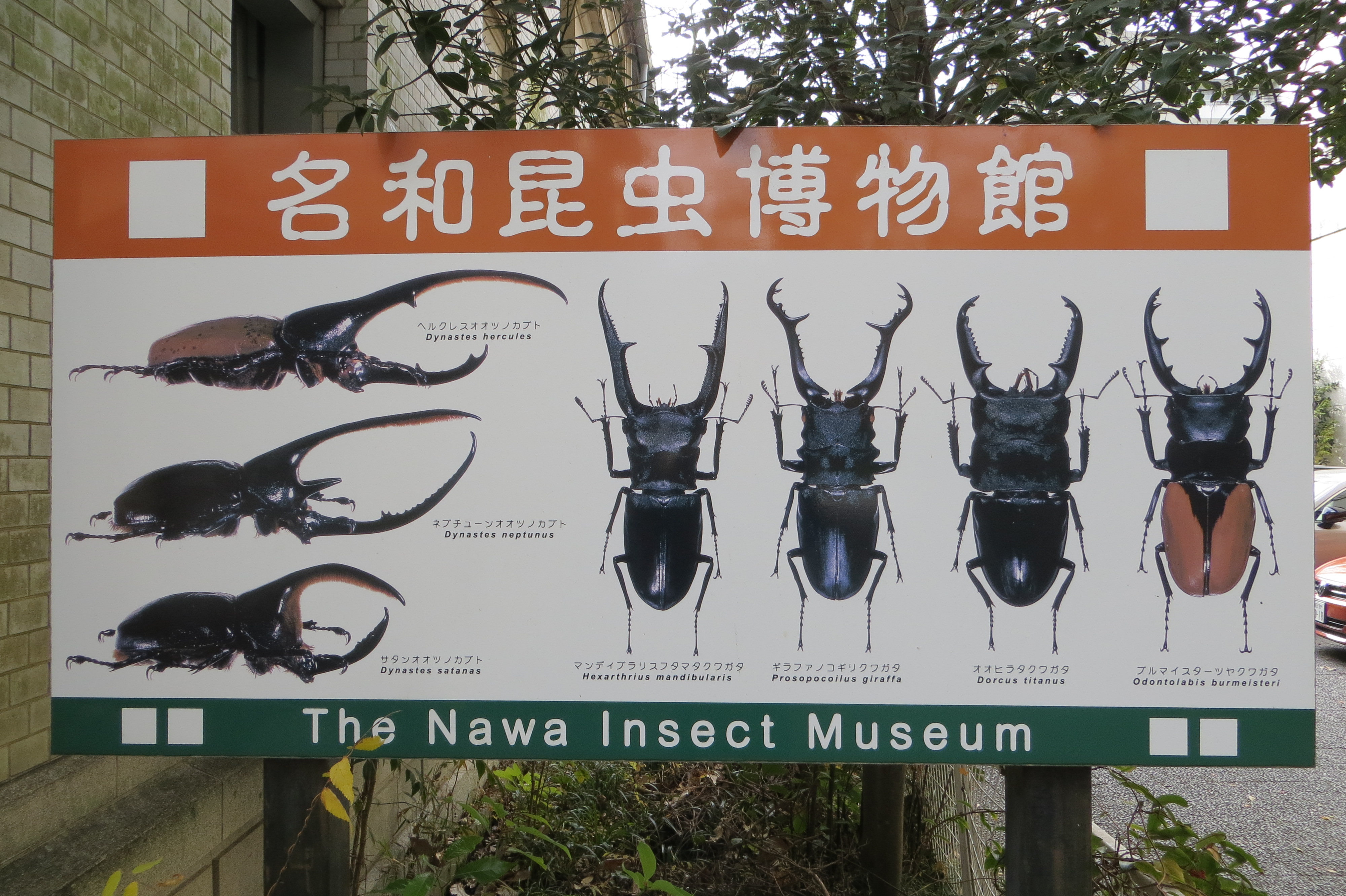
カブトムシ・クワガタの看板
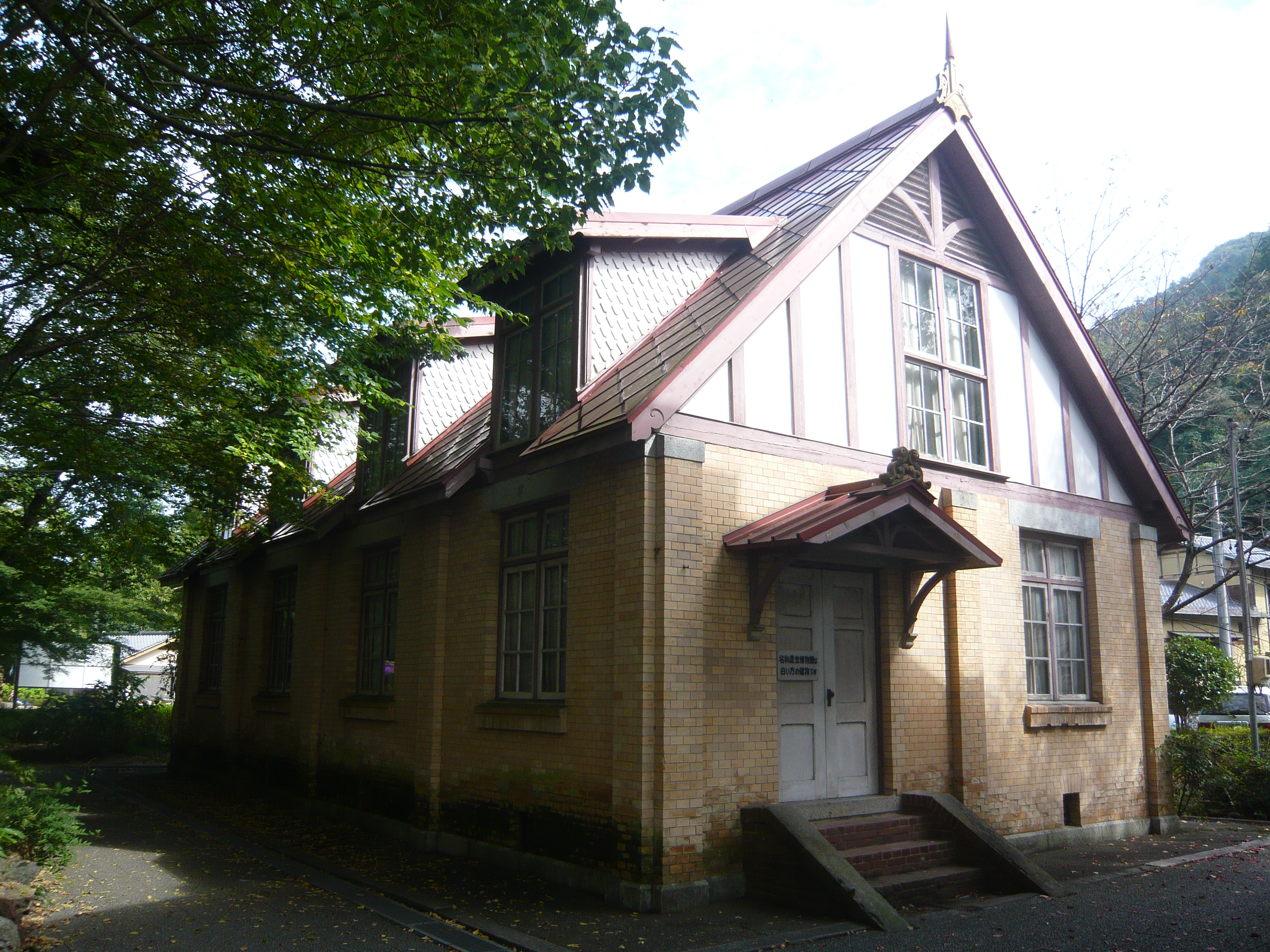
記念昆虫館
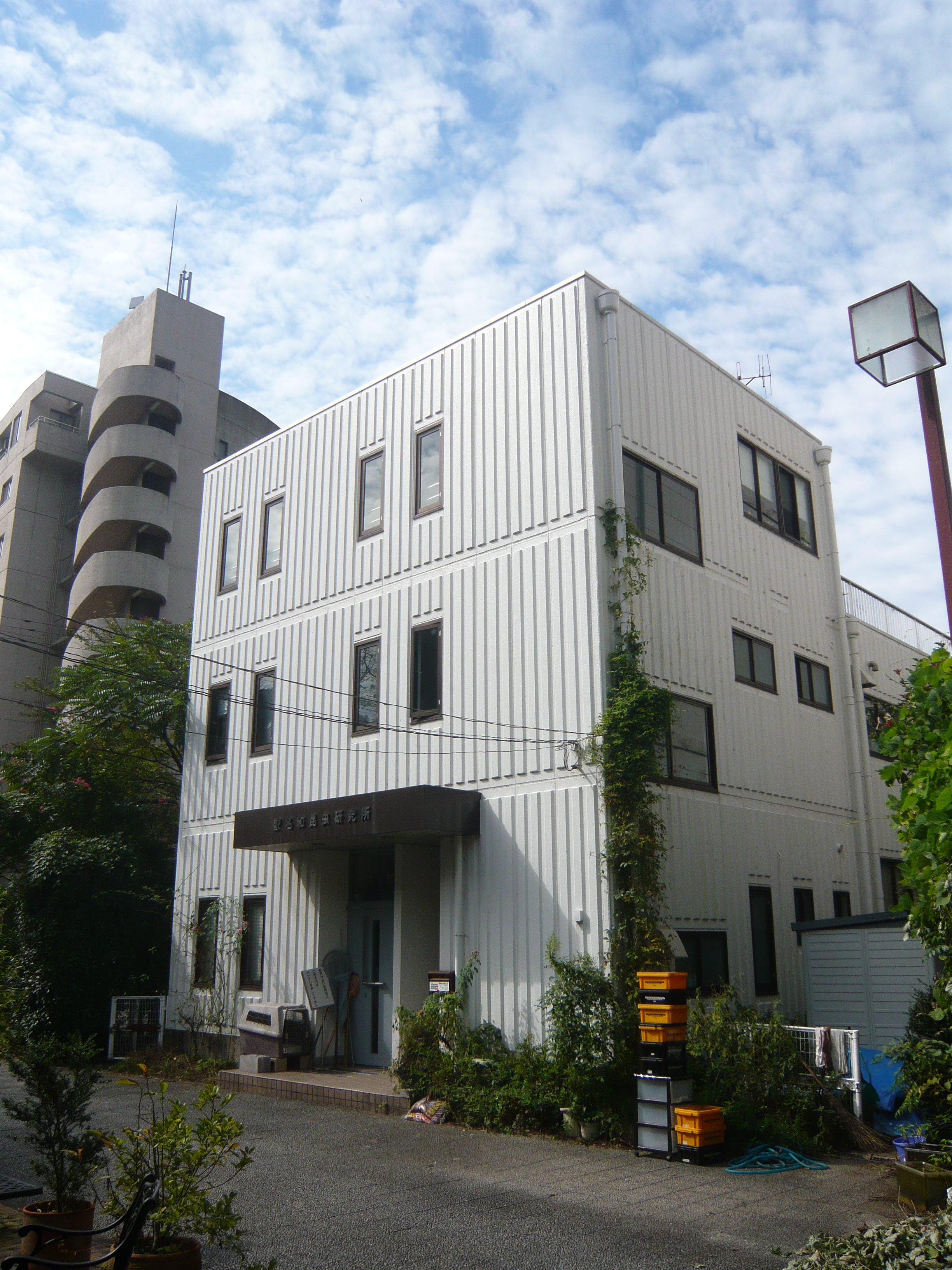
財団法人 名和昆虫研究所
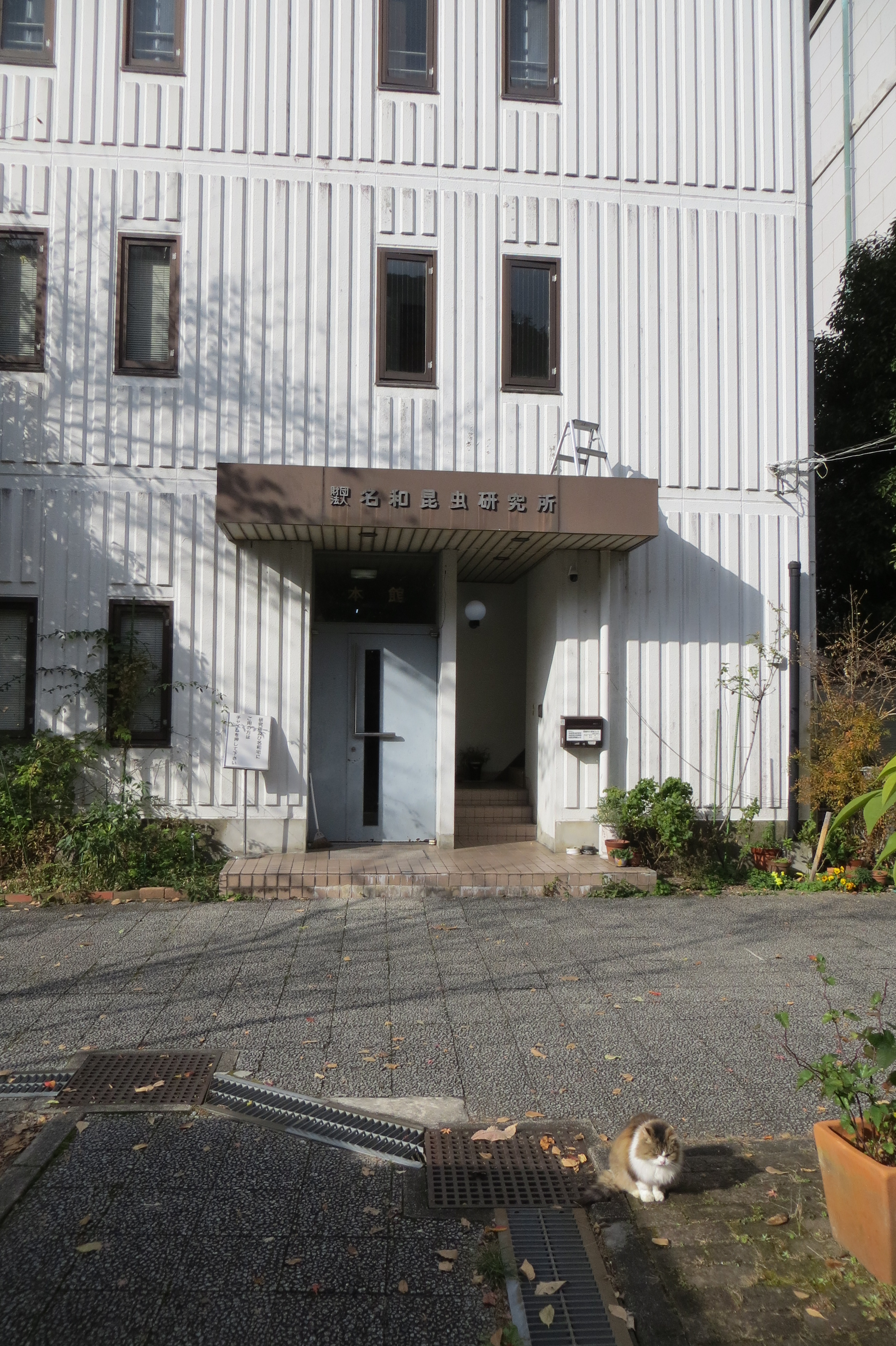
財団法人 名和昆虫研究所入口
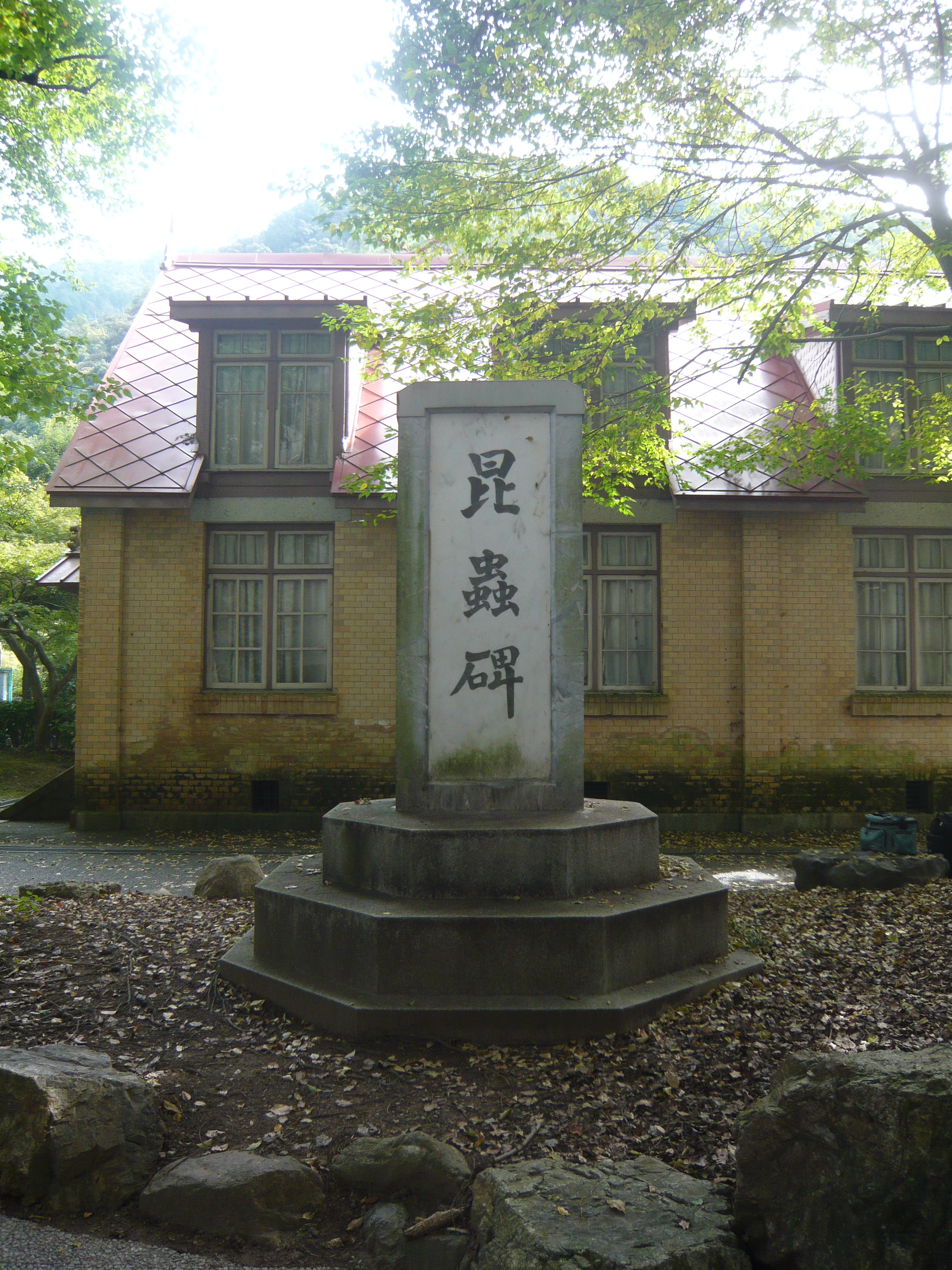
昆蟲碑

## その他
最近は名和靖はギフチョウの発見者ではなく「再発見者であり命名者」という評価がされている。これは、江戸時代の18世紀始めの文献に、ギフチョウと思われるチョウの図が記載されている事からである。但し、この文献での名は「錦蝶」となっている。